# نابودگر: جنسیس
نابودگر: جنسیس یا ظهور نابودگر (به انگلیسی: Terminator: Genisys) یک فیلم اکشن علمی–تخیلی از مجموعه فیلم‌های نابودگر به کارگردانی آلن تیلور و نویسندگی پاتریک لوسیر و لایتا کالوگریدیس است، که در ۱ ژوئیه ۲۰۱۵ اکران شده است. نابودگر: پیدایش پنجمین قسمت از سری فیلم‌های نابودگر به‌شمار می‌رود. آرنولد شوارتزنگر یکبار دیگر در نقش شخصیت نابودگر بازگشته و در کنار بازیگرانی همچون امیلیا کلارک، جیسون کلارک، جای کورتنی، مت اسمیت، لی بیونگ-هان و کورتنی بی. ونس ایفای نقش می‌کند. این فیلم عنوان نسخهٔ بازراه‌اندازی فیلم نابودگر (فیلم ۱۹۸۴) به‌شمار می‌رود.
در ابتدا قرار بود این فیلم اولین فیلم از یک سه‌گانه جدید باشد اما در سال ۲۰۱۷ اعلام شد که نابودگر: سرنوشت تاریک تاریک فیلم بعدی خواهد بود و به عنوان دنبالهٔ حقیقی نابودگر ۲ ساخته می‌شود و سایر فیلم‌های ساخته شده بعد از نابودگر ۲ را نادیده می‌گیرد.

## خلاصهٔ داستان
در آستانه پیروزی علیه اسکای نت، جان کانر ستوان معتمد خود کایل ریس را برای حفاظت از مادرش سارا کانر به گذشته می‌فرستد ولی او با چیزی که انتظارش را ندارد روبرو می‌شود. سارا کانر بعد از اینکه در سن نه سالگی توسط یک نابودگر یتیم شده، توسط نابودگر دیگری (با بازی آرنولد شوارتزنگر) برده می‌شود که ماموریتش حفاظت از اوست. این نابودگر به او آموزش داده تا با سرنوشتی روبرو شود که همیشه تلاش در اجتناب از آن را داشت.

## بازیگران
- آرنولد شوارتزنگر در نقش محافظ (پاپز): یک نابودگر تی-۸۰۰ (مدل ۱۰۱)
  - برت آذر در نقش نابودگر فرستاده شده به سال ۱۹۸۴ / جوانی محافظ (پاپز)
- امیلیا کلارک در نقش سارا کانر: مادر جان کانر
- جیسون کلارک در نقش جان کانر: تی-۳۰۰۰
- جای کورتنی در نقش کایل ریس: پدر جان کانر
- مت اسمیت در نقش الکس: ترمیناتور پیشرفته مدل تی ۵۰۰۰: اسکای نِت
- لی بیونگ-هان در نقش نابودگر مدل تی-۱۰۰۰ / پلیس
- کورتنی بی. ونس در نقش مایلز دایسون
- دایو اوکینی در نقش دنی دایسون
- جی. کی. سیمونز در نقش کارآگاه اوبراین
- داگلاس اسمیت در نقش اریک تامپسون

## بازخوردها
- گردآورنده بررسی نقد فیلم راتن تومیتوز بر اساس ۲۷۸ بررسی، با میانگین امتیاز ۴٫۷ از ۱۰، رتبه تأیید ۲۶٪ را گزارش می‌دهد. اجماع انتقادی این وب‌سایت می‌گوید: «این فیلم در اسطوره‌های درهم‌تنیده‌اش غوطه‌ور شده، یک بازخوانی است که فاقد عمق موضوعی، هوش مفهومی، یا هیجان‌های بصری است که این فرانچایز زمانی قدرتمند را راه‌اندازی کرد.[۶]
- در متاکریتیک که میانگین وزنی را به نقدهای منتقد اختصاص می‌دهد، فیلم بر اساس ۴۱ منتقد، امتیاز ۳۸ از ۱۰۰ را به دست آورده است که نشان دهنده «نقدهای عموماً نامطلوب» است.[۷]
- این فیلم ۸۹٫۷ میلیون دلار در ایالات متحده و کانادا و ۳۵۰٫۸ میلیون دلار در سایر مناطق، به مجموع ۴۴۰٫۶ میلیون دلار در سراسر جهان دست یافت. از مجموعه فیلم‌های نابودگر، تنها ترمیناتور ۲: روز داوری درآمد بیشتری در گیشه کسب کرد. به دلیل بودجه ساخت ۱۵۵ میلیون دلاری و تخمین زده شده ۵۰ تا ۱۰۰ میلیون دلاری صرف شده برای بازاریابی، بلومبرگ بیزنس‌ویک گزارش داد که این فیلم باید حداقل ۴۵۰ میلیون دلار در اکران خود در سینما به دست بیاورد تا به نتیجه برسد.